# Macrolobium parvifolium
Macrolobium parvifolium là một loài thực vật có hoa trong họ Đậu. Loài này được (Huber) Cowan miêu tả khoa học đầu tiên.